# 小行星40463
小行星40463（40463 Frankkameny）是一颗绕太阳运转的小行星，为主小行星带小行星。该小行星于1999年9月发现。
該小行星以美國天文學家法蘭克·卡梅尼命名。

## 轨道参数
小行星40463的轨道半长轴为415 776 398 km（2.7792540 UA），离心率为0.181。